# Kulikowo (przystanek kolejowy w obwodzie królewieckim)
Kulikowo (ros. Куликово) – przystanek kolejowy w miejscowości Kulikowo, w rejonie zielenogradskim, w obwodzie królewieckim, w Rosji. Położony jest na linii Królewiec – Zielenogradsk – Swietłogorsk.

## Historia
W okresie przynależności tych terenów do Niemiec istniała w tym miejscu stacja kolejowa.